# Grand Ballon
Grand Ballon (Col du Grand Ballon) er et 1.424 meter højt bjerg i Frankrig. Det er det højeste bjerg i Vogeserne, beliggende 25 kilometer nordvest for Mulhouse, Frankrig. Bjerget er også det højeste i regionen Grand Est. En vej passerer tæt ved toppen som passet Col du Grand Ballon. Passet har en højde på 1.343 m.o.h. Vejen over passet er landevej D 431.
I samme område findes også et bjerg med navnet Petit Ballon og et bjergpas ved navn Col du Petit Ballon.

## Galleri
| - Udsigt over Rhindalen set fra Grand Ballon - Rhindalen og Schwarzwald i baggrunden - Informationsskilt til cyklister - Informationsskilt på toppen af bjergpasset |

## Tour de France
Ruten over bjerget er blevet kørt 9 gange i Tour de France. Første gang i 1969 på 6. etape fra Mulhouse til Ballon d'Alsace. Bjerget blev senest brugt på 6. etape i 2019 fra Mulhouse til La Planche des Belles Filles, hvor Thomas de Gendt var først over stigningen.